# Blek stjärnhyacint
Blek stjärnhyacint (Camassia cusickii) är en sparrisväxtart som beskrevs av Sereno Watson. Enligt Catalogue of Life ingår Blek stjärnhyacint i släktet stjärnhyacinter och familjen sparrisväxter, men enligt Dyntaxa är tillhörigheten istället släktet stjärnhyacinter och familjen sparrisväxter. Arten förekommer tillfälligt i Sverige, men reproducerar sig inte. Inga underarter finns listade i Catalogue of Life.

## Bildgalleri

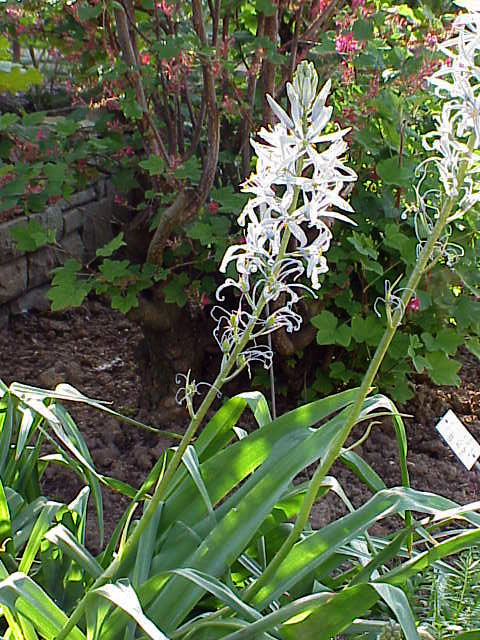
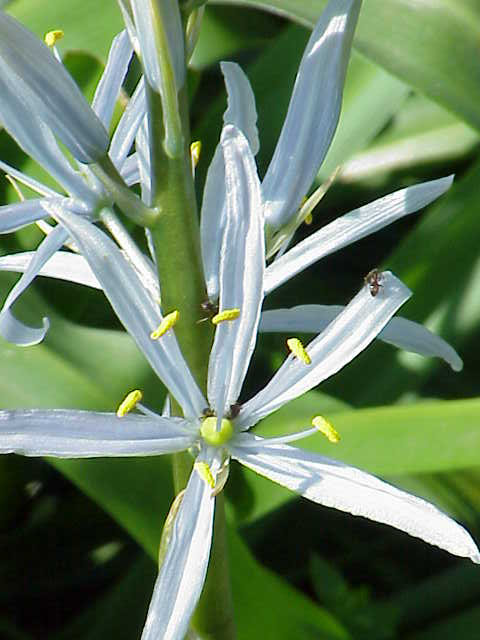
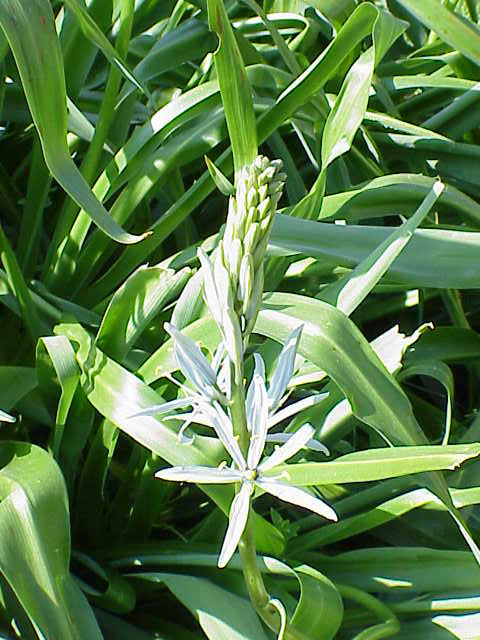
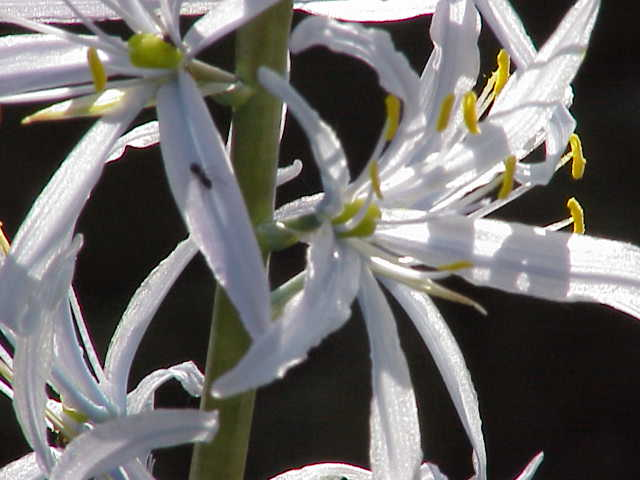
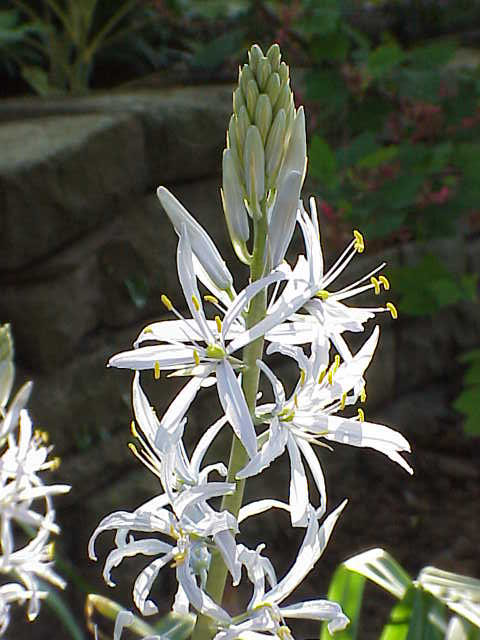
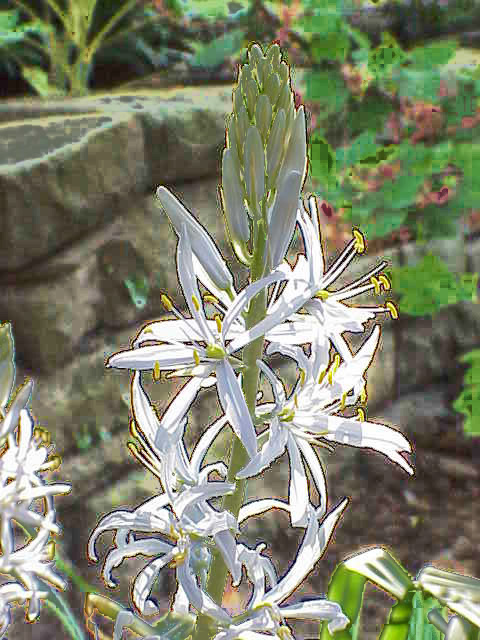